# Haifský distrikt
Haifský distrikt (hebrejsky מחוז חיפה‎, mechoz Chejfa) je jedním z šesti izraelských distriktů.

## Demografie
Jeho správním centrem je Haifa a distrikt se rozkládá na 864 km². Podle Centrálního statistického úřadu zde k 31. prosinci 2014 žilo 966 700 obyvatel, z nichž 720 500 (74,5 %) jsou „Židé a ostatní“ a 246 200 (25,5 %) jsou Arabové.

## Administrativní dělení
| subdistrikt | města                                                                                    | místní rady | oblastní rady              |
| ----------- | ---------------------------------------------------------------------------------------- | --- | -------------------------- |
| Haifa       | - Haifa - Kirjat Ata - Kirjat Bialik - Kirjat Mockin - Kirjat Jam - Nešer - Tirat Karmel | - Dalijat al-Karmel - Isfija - Kirjat Tiv'on - Rechasim | - Chof ha-Karmel - Zevulun |
| Chadera     | - Baka al-Garbija - Chadera - Or Akiva - Umm al-Fachm                                    | - Ar'ara - Basma - Binjamina-Giv'at Ada - Džat - Džisr az-Zarka - Furejdis - Kafr Kara - Kacir-Chariš - Ma'ale Iron - Pardes Chana-Karkur - Zichron Ja'akov | - Alona - Menaše           |

## Velikost měst
| pořadí | název města     | počet obyvatel (2014) | plocha (km²) | datum založení | povýšení na město |
| ------ | --------------- | --------------------- | ------------ | -------------- | ----------------- |
| 1.     | Haifa           | 277 100               | 63,666       | 1761           | 1873              |
| 2.     | Chadera         | 86 800                | 49,359       | 1891           | 1952              |
| 3.     | Kirjat Ata      | 54 300                | 16,706       | 1925           | 1967              |
| 4.     | Umm al-Fachm    | 51 400                | 22,253       | 1265           | 1984              |
| 5.     | Kirjat Mockin   | 39 600                | 3,778        | 1934           | 1976              |
| 6.     | Kirjat Bialik   | 39 000                | 8,176        | 1934           | 1976              |
| 7.     | Kirjat Jam      | 38 900                | 4,339        | 1941           | 1976              |
| 8.     | Baka al-Garbija | 27 500                | 16,392       | neznámé        | 1996              |
| 9.     | Nešer           | 23 500                | 12,790       | 1921           | 1995              |
| 10.    | Tirat Karmel    | 18 900                | 5,601        | 1949           | 1992              |
| 11.    | Or Akiva        | 16 800                | 3,539        | 1951           | 2001              |